# Шарджа (аэропорт)
Международный аэропорт Шарджа (араб. مطار الشارقة الدولي‎, ИАТА: SHJ, ИКАО: OMSJ) — аэропорт в Шардже, ОАЭ.
Основной аэропорт бюджетного перевозчика Air Arabia.

## История
Аэропорт на нынешнем месте был открыт 1 января 1977 года. Он заменил аэропорт существовавший с 1932 года, но находившийся к тому времени в центре города (фрагменты ВПП старого аэропорта сохранились на улице King Abdul Aziz). Находится в 16 километрах севернее аэропорта Дубай.  

## Авиакомпании и направления
| Авиакомпании                    | Пункты назначения |
| ------------------------------- | --- |
| Air Arabia                      | Абха, Александрия, Амман, Ан-Наджаф, Анталья, Алматы, Асмэра, Асьют, Багдад, Баку, Бангалор, Бейрут, Бишкек, Бурайда, Вена, Гоа (Даболим), Грозный, Дакка, Даммам, Дели, Джайпур, Джидда, Джизан, Джуф, Ереван (Звартноц), Кабул, Каир, Карачи, Катманду, Кветта, Киев, Коломбо, Кожикоде, Куала-Лумрур, Коямпуттур, Лар, Манама, Маскат, Машад, Медина, Москва, Мултан, Мумбаи, Нагпур, Найроби, Прага, Салала, Сараево, Сохаг, Стамбул, Сухар, Таиф, Ташкент, Тбилиси, Тегеран, Тируванантапура, Трабзон, Тунис, Файсалабад, Харгейса, Хартум, Хаиль, Ченнай, Читтагонг, Шираз, Эль-Кувейт, Эр-Рияд, Эрбил, Янбу |
| Airblue                         | Исламабад, Лахор, Пешавар |
| Air India                       | Ченнай |
| Air India Express               | Варанаси, Каннур, Кожикоде, Кочин, Мумбаи, Тируванантапура, Тиручирапалли, Чандигарх |
| Air Peace                       | Лагос |
| Cham Wings Airlines             | Дамаск |
| Egypt Air                       | Каир |
| Indigo Air                      | Кожикоде, Лакхнау, Тируванантапура, Хайдарабад |
| Pakistan International Airlines | Мултан, Пешавар, Сиялкот, Турбат |
| Pegasus                         | Стамбул |
| Turkish Airlines                | Стамбул |
| Uzbekistan Airways              | Ташкент |
| Air West                        | Хартум |

## Статистика
Данные из запроса в Викиданные.
| Год  | Пассажиров | Грузов, тонна | Рейсов |
| ---- | ---------- | ------------- | ------ |
| 1999 | 1 001 852  | 580 550       | 27 577 |
| 2000 | 948 207    | 475 122       | 25 997 |
| 2001 | 861 478    | 415 587       | 24 431 |
| 2002 | 1 028 624  | 497 010       | 24 803 |
| 2003 | 1 247 458  | 507 644       | 28 017 |
| 2004 | 1 661 941  | 500 927       | 32 334 |
| 2005 | 2 237 646  | 505 392       | 38 699 |
| 2006 | 3 064 396  | 569 511       | 44 182 |
| 2007 | 4 324 313  | 570 363       | 51 314 |
| 2008 | 5 280 445  | 586 677       | 60 813 |
| 2009 | 5 764 098  | 501 824       | 61 451 |

## Происшествия
- 15 декабря 1997 года — Ту-154Б-1 Tajik Air врезался в землю в 13 км от аэропорта. Все 79 пассажиров и 6 из 7 членов экипажа погибли[1].
- 10 февраля 2004 года — разбился Fokker 50 выполнявший рейс 7170 авиакомпании Kish Air, погибло 43 из 46 пассажиров.
- 7 ноября 2004 года — Boeing 747-230 получил повреждения при взлете, на борту находилось 4 члена экипажа, погибших нет.
- 21 октября 2009 года — разбился Boeing 707-320 авиакомпании Azza Transport выполнявший транспортный рейс 2241, погибли все 6 членов экипажа.